# Sovietização

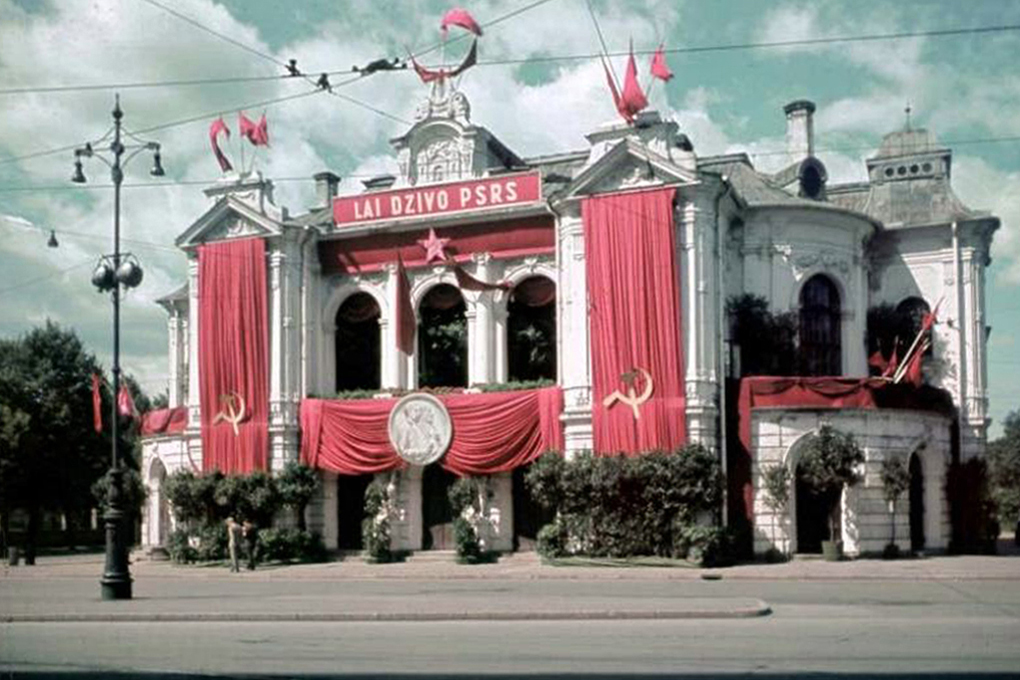
Teatro Nacional da Letónia decorado com símbolos soviéticos (foice e martelo, estrela vermelha, bandeiras vermelhas e um retrato duplo de Lenin e Stalin) após a ocupação soviética em 1940. O texto no topo diz "Viva a URSS!"

Sovietização é um termo político e histórico usado geralmente com dois significados distintos (mas interrelacionados):
- a adoção de um sistema político-econômico baseado no modelo dos conselhos operários (em russo, soviet).
- a adoção de um estilo de vida e mentalidade inspirado na União Soviética.

O termo foi criado como um dos vários neologismos da terminologia soviética, junto como a eletrificação, a coletivização, a korenizatsiya e outros.
Uma notória onda de Sovietização (no segundo sentido) ocorreu durante e logo após a Segunda Guerra Mundial no Leste Europeu. Num sentido amplo, isto incluiu a adoção (às vezes involuntária) de instituições, leis, costumes e tradições similares às soviéticas, bem como do Soviet way of life (estilo de vida soviétivo), do nível nacional ao comunitário. Entre estes, estavam a filiação em massa ao Partido Comunista local (e suas entidades juvenis e infantis, à maneira da Juventude Comunista e do Movimento dos Pioneiros), a criação de polícias políticas, o rebatismo de cidades e logradouros em homenagem a líderes comunistas (Karl Marx Stadt, na Alemanha Oriental; Stalina na Bulgária), a adoção de nomes soviéticos para as instituições públicas (como Milícia para a polícia) e o aprendizado do russo como segunda língua.
Isto era geralmente promovido e acelerado por ações de propaganda com o propósito de criar um estilo de vida comum entre os países da esfera de influência soviética. Em certos casos, a sovietização foi também acompanhada por recolonização forçada resettlement de várias categorias de "inimigos de classe" (kulaks ou osadniks) para campos de trabalho forçado (Gulags)..
Em sentido estrito, o termo Sovietização é muitas vezes aplicado às mudanças mentais e sociais na população da União Sovíetica e seus países satélites que levou à criação da ideia do novo homem soviético (de acordo com os defensores) ou Homo Sovieticus (de acordo com o críticos).
Mais recentemente, o termo "Sovietização" tem sido aplicado, num sentido pejorativo nos países de língua inglesa, aos processos do governo russo sob a presidência de Vladimir Putin em relação à economia e à organização civil.